# Daandung
Daandung is een bestuurslaag in het regentschap Sumenep van de provincie Oost-Java, Indonesië. Daandung telt 3130 inwoners (volkstelling 2010).